# Sunset (Florida)
Sunset è un Census-designated place degli Stati Uniti d'America situato nella parte centrale della Contea di Miami-Dade dello Stato della Florida.
Secondo le stime del 2010, la città ha una popolazione di 17.150 abitanti su una superficie di 9,20 km².